# سوداگران درد
سوداگران درد (به انگلیسی: Pain Hustlers) فیلم درام توطئه‌آمیز آمریکایی به کارگردانی دیوید ییتس محصول ۲۰۲۳ است، که بر اساس مقاله‌ای از مجله نیویورک تایمز در سال ۲۰۱۸ به نام «The Pain Hustlers» نوشتهٔ ایوان هیوز، و رمان بعدی او در سال ۲۰۲۲ به نام «The Hard Sell» ساخته شده‌است. از بازیگران این فیلم می‌توان به امیلی بلانت، کریس ایوانز، اندی گارسیا، کاترین اوهارا، جی دوپلاس و برایان دارسی جیمز اشاره کرد.

## خلاصه داستان
لایزا (با بازی امیلی بلانت) در تلاش است تا بهترین زندگی را برای خود و دخترش بسازد. لایزا در یک استارتاپ دارویی شکست خورده در مرکز یک فروشگاه در فلوریدا مرکزی مشغول به کار می‌شود، اما او خیلی زود خود را در مرکز یک توطئه جنایتکارانه با عواقب مرگبار پیدا می‌کند.